# Whoopee!
Whoopee! é um filme norte-americano de 1930, do gênero comédia musical, dirigido por Thornton Freeland e estrelado por Eddie Cantor e Ethel Shutta.

## Prêmios e indicações
| Patrocinador                                  | Prêmio | Categoria              | Situação                    |
| --------------------------------------------- | ------ | ---------------------- | --------------------------- |
| Academia de Artes e Ciências Cinematográficas | Oscar  | Melhor direção de arte | Indicado[carece de fontes?] |

## Elenco

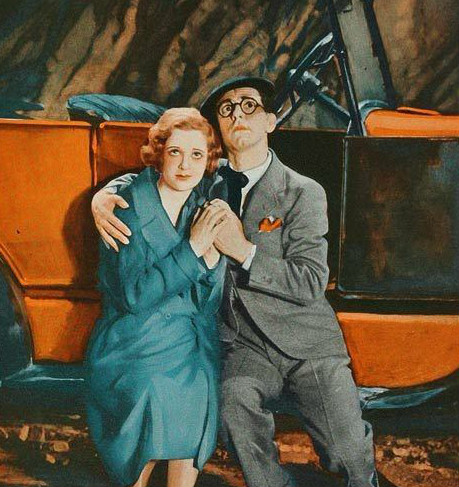
Eddie Cantor e Ethel Shutta em cena do filme.

| Ator/Atriz       | Personagem        |
| ---------------- | ----------------- |
| Eddie Cantor     | Henry Williams    |
| Ethel Shutta     | Mary Custer       |
| Paul Gregory     | Wanenis           |
| Eleanor Hunt     | Sally Morgan      |
| Jack Rutherford  | Xerife Bob Wells  |
| Walter Law       | Jud Morgan        |
| Spencer Charters | Jerome Underwood  |
| Albert Hackett   | Chester Underwood |
| Chief Caupolican | Águia Negra       |
| Lou-Scha-Enya    | Matafay           |

## Produção

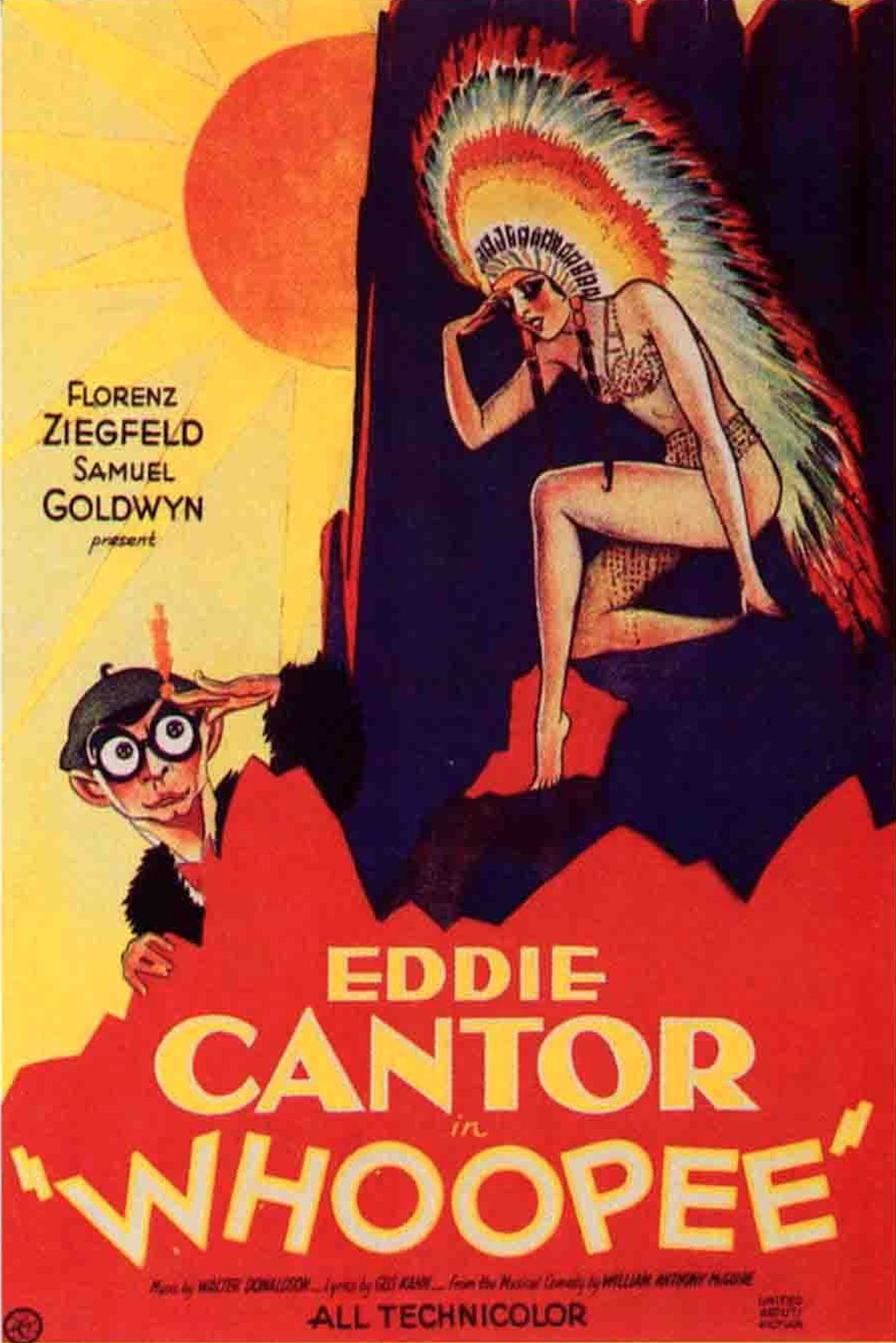
Outro cartaz do filme.

O filme é a adaptação do musical homônimo produzido por Florenz Ziegfeld Jr., apresentado 407 vezes na Broadway entre dezembro de 1928 e novembro de 1929. Esse musical, por sua vez, fora adaptado da peça cômica The Nervous Wreck, de Owen Davis, que teve 279 apresentações entre outubro de 1923 e maio de 1924.
O filme marca a estreia no cinema do coreógrafo dos palcos Busby Berkeley. Sua primeira decisão foi desprezar três das quatro câmeras a sua disposição e trabalhar apenas com uma, que ele tratou como participante ativa na ação. Seu estilo, ainda não consolidado, já pode ser observado na tomada aérea de Cowboys, logo na abertura, e nos close-ups das moças do coro em Stetson. Em Cowboys, uma massa abstrata, formada pelo coro em figurinos indígenas, dança com a adolescente de quatorze anos Betty Grable.
Eddie Cantor, com óculos de fundo de garrafa, repetiu nas telas seu papel na Broadway, e o grande sucesso do filme transformou-o em astro. Ele canta A Girl Friend of a Boy Friend of Mine e Makin' Whoopee, ambas de Walter Donaldson e Gus Kahn, além da clássica Ol' Man River, de  Jerome Kern e Oscar Hammerstein II.
Whoopee! foi refilmado em 1944, com o título de Up in Arms, estrelado por Danny Kaye e Dinah Shore, sob a direção de Elliott Nugent.

## Sinopse
Hipocondríaco, Henry Williams vai para uma pequena cidade do Velho Oeste para descansar e leva junto sua enfermeira Mary Custer. Daí, ele se envolve com Sally Morgan que está prometida ao xerife Bob Wells pois não pode unir-se a seu grande amor, o índio Wanenis, devido às diferenças raciais. Ela engana Henry e os dois fogem juntos, mas são perseguidos por Bob, Mary (que ama Henry) e mais um bando de gente. Depois, ela o acusa de rapto, mas tudo termina bem, com Henry curado da doença e nos braços de Mary. Sally, por sua vez, consegue casar-se com Wanenis pois descobre-se que ele não era índio, afinal, mas simplesmente um branco em blackface.